# Homebrew Computer Club
Pour les articles homonymes, voir HCC.

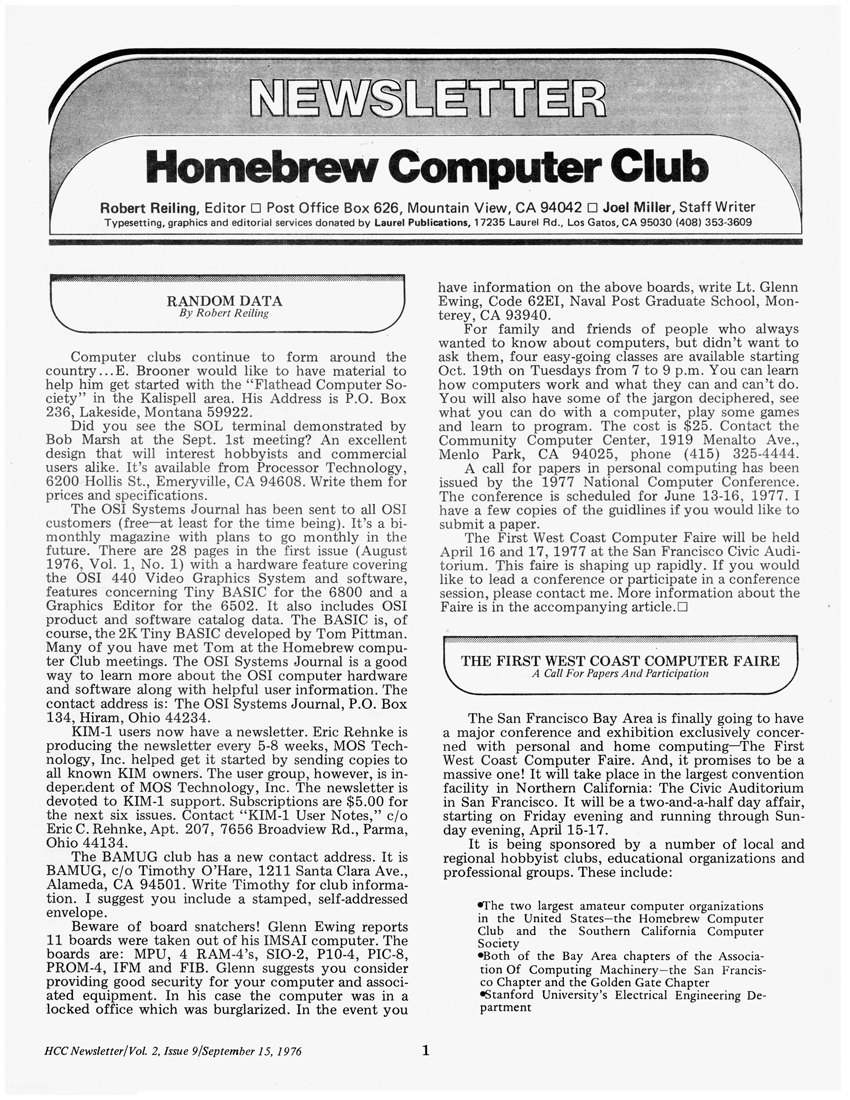
Lettre d'information du club, septembre 1976

Le Homebrew Computer Club (HCC) est un club d'informatique de la Silicon Valley entre 1975 et 1986.  Des passionnés d'informatique s'y retrouvaient régulièrement, les plus célèbres d'entre eux sont Steve Jobs et Steve Wozniak, fondateurs d'Apple Inc.
C'est à cette association que Bill Gates envoie une lettre ouverte (An Open Letter to Hobbyists) en janvier 1976, accusant ses membres de vol.

## Histoire
Le club est initié par Gordon French et Fred Moore, qui s’étaient rencontrés à Menlo Park et souhaitent alors rendre l’informatique plus facilement accessible au grand public. La première réunion a lieu dans le garage de French, pour l’arrivée d’un Altair 8800. Steve Wozniak raconte que cette rencontre l’a ensuite inspiré pour concevoir l’Apple I. Un groupe se forme alors, constitué de passionnés d’électronique qui se rassemblent pour échanger des pièces détachées ou des circuits, et des conseils concernant la construction d’ordinateurs. 
Les réunions suivantes ont lieu dans un amphithéâtre du Centre de l'accélérateur linéaire de Stanford, puis à l’auditorium Fairchild à Menlo Park ; les participants poursuivent ces rencontres officielles par des séances officieuses de troc de composants sur un parking proche, ce genre d’activité étant interdit sur le campus universitaire.
Le pic d’activité a lieu en 1976, avec 250 participants aux réunions, mais décroît ensuite : en effet, l’industrie des ordinateurs personnels se développe, et le besoin de les construire ou de les bricoler soi-même diminue. Les passionnés des premières heures rejoignent pour la plupart des entreprises technologiques de la Silicon Valley, et des considérations stratégiques et économiques finissent par limiter la diffusion des connaissances.

## Membres

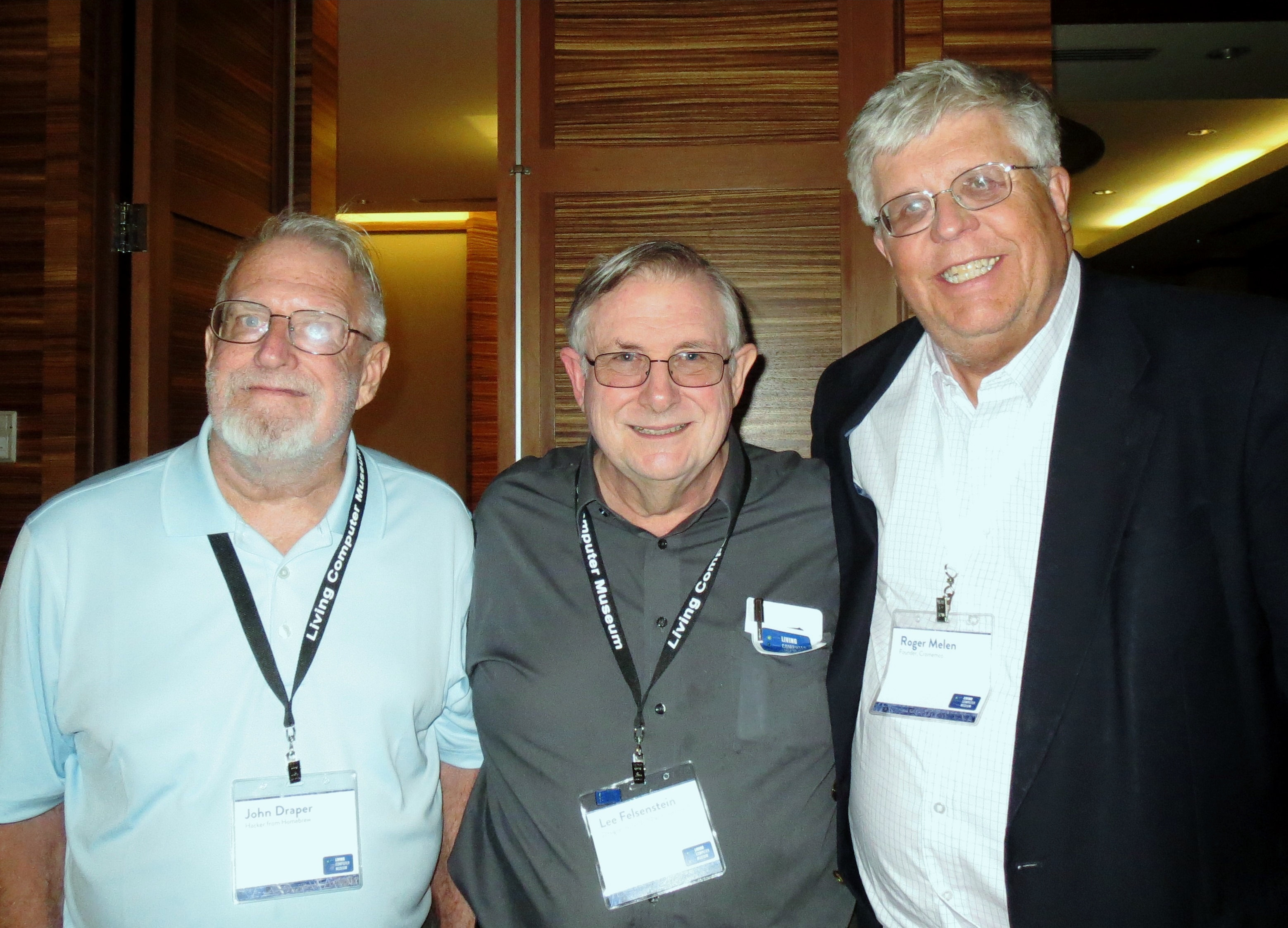
Trois membres du Homebrew Computer Club

La plupart des membres sont des amateurs pourvus d’un bagage scientifique, notamment en électronique ou en programmation.
Parmi eux, on retrouve les fondateurs d’Apple, mais aussi Adam Osborne, futur fondateur d’Osborne Computer, et Jerry Lawson, à l’origine du premier système de cartouches de jeux vidéo pour la console Fairchild Channel F.

## Dans la culture
Le Homebrew Computer Club est dépeint dans des films comme Les Pirates de la Silicon Valley, sorti en 1999, et Jobs, un film biographique centré sur Steve Jobs et paru en 2013. Il apparaît aussi dans la série Les Cinglés de l'informatique produite par le réseau de télévision américain Public Broadcasting Service (PBS) en 1996.

Le livre L'Éthique des hackers y consacre également une partie.